# Priva ibugana
Priva ibugana là một loài thực vật có hoa trong họ Cỏ roi ngựa. Loài này được Rzed. & Calderón miêu tả khoa học đầu tiên năm 1998.